# Pierzchów
Pierzchów is een dorp in de gemeente Gdów in het powiat Wieliczka in het woiwodschap Klein-Polen in het zuiden van Polen. Het ligt ca. 29 km ten zuidoosten van Krakau.   Pierzchów is de geboorteplaats van de Poolse generaal Jan Henryk Dąbrowski.

## Geboren
- Jan Henryk Dąbrowski (1755-1818), generaal